# Aimé Vayssier
 (juillet 2023).
Si vous disposez d'ouvrages ou d'articles de référence ou si vous connaissez des sites web de qualité traitant du thème abordé ici, merci de compléter l'article en donnant les références utiles à sa vérifiabilité et en les liant à la section « Notes et références ».
Jean Jacques Aimé Gilles Vayssier, connu plus couramment comme abbé Aimé Vayssier, (né le 15 mars 1821 à Canet-d'Olt, mort le 27 août 1874 à Recoules,, est un  prêtre catholique, un philologue, chercheur et écrivain rouergat.
Il a écrit un Dictionnaire patois-français du département de l'Aveyron.

## Biographie
Son oncle maternel, Mr Vaquier-Labaume, curé d'Anglars, a pris soin de son éducation. Aimé est entré au petit-séminaire Saint-Pierre de Rodez en 1835. Puis il est entré au grand séminaire. En 1850, il est admis à l'école des Carmes de Paris et a passé une licence ès-lettres. Il est revenu à Saint-Pierre pour enseigner en particulier la rhétorique. Par la suite il est allé diriger en 1864 le petit-séminaire de Belmont, dont il est devenu supérieur jusqu'à son décès survenu au cours d'une visite chez un ami, au presbytère de Recoules.
Il a composé pour ses élèves des traités : un Cours élémentaire de style et de composition, une Poétique, un Nouvel essai de rhétorique.
Pendant dix ans, l'abbé Vayssier a travaillé à son dictionnaire, qui a été publié à titre posthume en 1879 sous le patronage de la Société des lettres, sciences et arts de l'Aveyron.

## Autres œuvres
- Cours élémentaire de style et de composition à l'usage des maisons d'instruction secondaire, Toulouse, 1856, 292 pages
- Nouvel essai de rhétorique, Toulouse, 1862, 336 pages